# Future Primitive
Future Primitive es el quinto álbum de estudio de la banda australiana de rock alternativo y garage rock The Vines, lanzado el 20 de junio de 2011. Fue producido por Chris Colonna, uno de los integrantes del dúo australiano de indie rock The Bumblebeez. Alcanzó el número 14 en las listas de éxitos de Australia.

## Canciones
Todas las canciones escritas y compuestas por Craig Nicholls. 
| Edición estándar |                           |          |  |
| N.º              | Título                    | Duración |  |
| 1.               | «Gimme Love»              | 1:52     |  |
| 2.               | «Leave Me In the Dark»    | 1:59     |  |
| 3.               | «Candy Flippin' Girl»     | 2:32     |  |
| 4.               | «A.S.4» (Autumn Shade 4)  | 3:20     |  |
| 5.               | «Weird Animals»           | 2:01     |  |
| 6.               | «Cry»                     | 2:36     |  |
| 7.               | «Future Primitive»        | 1:54     |  |
| 8.               | «Riverview Avenue»        | 2:03     |  |
| 9.               | «Black Dragon»            | 3:29     |  |
| 10.              | «All That You Do»         | 3:33     |  |
| 11.              | «Outro»                   | 3:47     |  |
| 12.              | «Goodbye»                 | 2:14     |  |
| 13.              | «S.T.W» (Screw the World) | 2:19     |  |
| 33:37            |                           |          |  |